# Égletons
Égletons este o comună în departamentul Corrèze din centrul Franței. În 2009 avea o populație de 4.439 de locuitori.

## Evoluția populației
| An        | 1975  | 1982  | 1990  | 1999  | 2006  | 2009  |
| --------- | ----- | ----- | ----- | ----- | ----- | ----- |
| Populație | 4.608 | 4.590 | 4.487 | 4.087 | 4.376 | 4.439 |